# Psychoscope
Psychoscope – Magazin für Psychologie ist die Zeitschrift der Föderation der Schweizer Psychologinnen und Psychologen (FSP). Das Heft erscheint aktuell sechsmal jährlich in einer deutschen und französischen Ausgabe. Es ist an ein breites, an Psychologie interessiertes Publikum gerichtet, Mitglieder der FSP erhalten es kostenlos und es enthält auch Nachrichten aus dem Verband. Buchbesprechungen, Kongress- und Weiterbildungsankündigungen sowie Stellenangebote werden ebenfalls veröffentlicht.
Die Vorgängerzeitschrift erschien 1979 bis 1991 im Verlag Hans Huber Bern als «Bulletin der Schweizer Psychologen», herausgegeben von der Schweizerischen Gesellschaft für Psychologie und ihre Anwendungen (ISSN 1013-5987). Dann hat die FSP Druck und Herausgabe selbst übernommen. Ab 2015 erscheinen 6 sprachgetrennte Ausgaben auf Deutsch und Französisch, früher erschienen 10 zweisprachige Ausgaben mit den wichtigsten Artikeln in beiden Sprachen pro Jahr. 2024 wurde das Psychoscope eingestellt. Die Information der Mitglieder und Bevölkerung erfolgt so seitdem nur noch online. Dies über interne Mitglieder News oder auch den vermehrten Einsatz von Social Media. 